# Доблежиче
Доблежиче (словен. Dobležiče) је насељено место у општини Козје, Савињска регија, Словенија.

## Историја
До територијалне реорганизације у Словенији било је у саставу старе општине Шмарје при Јелшах.

## Становништво
У попису становништва из 2011. године, Доблежиче је имало 121 становника.
| Број становника према пописима | Број становника према пописима | Број становника према пописима |
| ------------------------------ | ------------------------------ | ------------------------------ |
| 1991                           | 2002                           | 2011                           |
| 116                            | 127                            | 121                            |

Напомена: Године 2017. извршена је мала размена територија између насеља Буче, Вренска Горца и Доблежиче (Козје) и Гостинца (Подчетртек).